# Натёчные образования

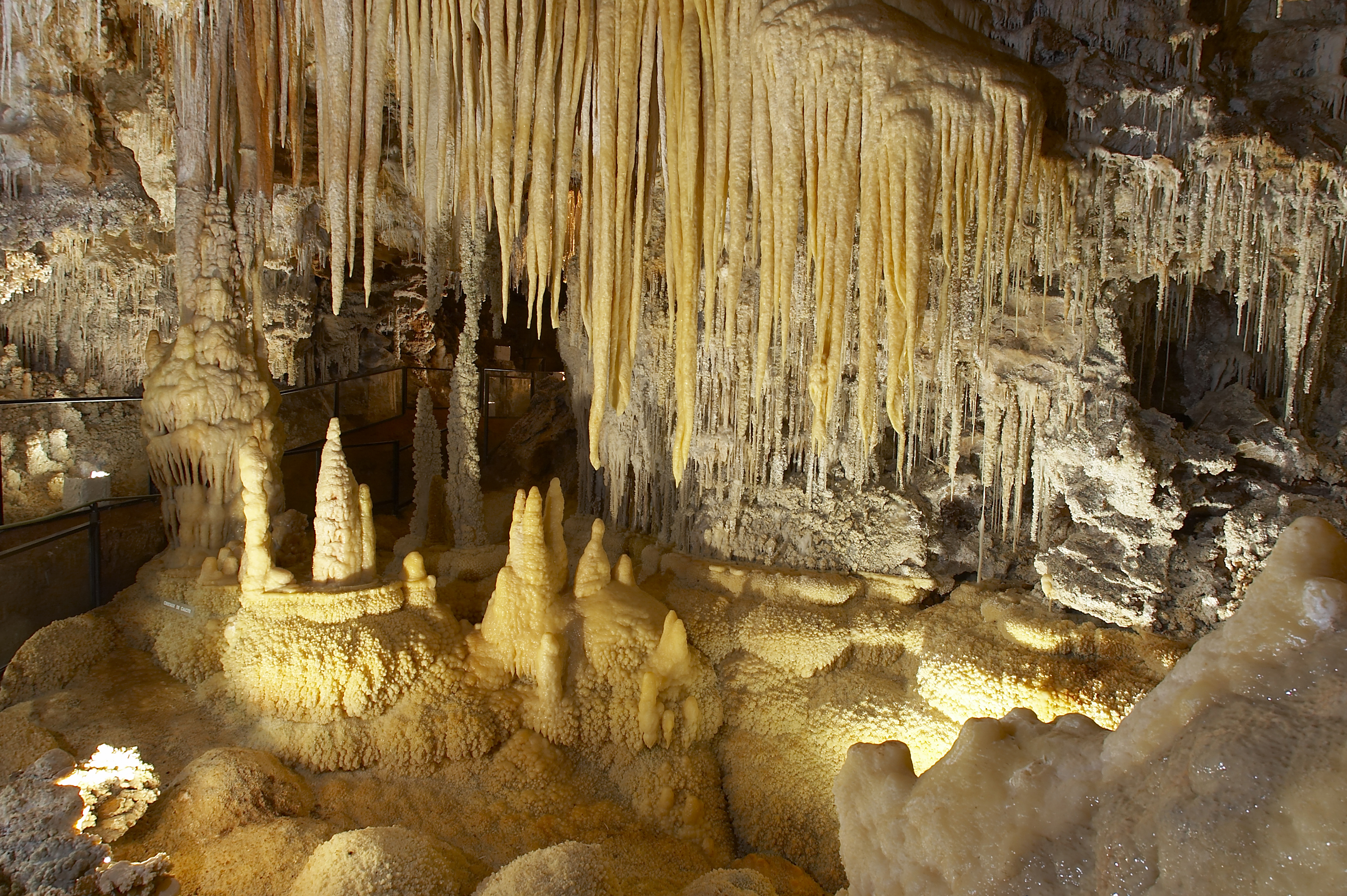
Натёчные образования нескольких типов в пещере Грот-де-Кламуз, Франция.

Натёчные образования (натёки) — хемогенные (то есть, образованные кристаллизацией из водного раствора) отложения в пещерах. Натёчные образования типичны для карстовых пещер. Чаще всего встречаются кальцитовые натёки в пещерах, заложенных в известняке.

## Механизм образования
Натёки образуются кристаллизацией растворённого в воде минерала. Вода, двигаясь в пещере, растворяет породу (собственно, карстование), пока раствор не станет насыщенным. При изменении условий, например, при локальном изменении давления, раствор становится перенасыщенным, и на центрах кристаллизации из раствора растут кристаллы. Естественно, что образование натёков в пещере начинается на поздней стадии формирования, когда большие потоки воды, образовавшие пещерные объёмы, уходят на более низкий уровень, и вода представлена медленно движущимся инфильтратом, капелью, тонкими водными плёнками и т. д. Оказывается, что большое значение для роста натёчных образований играют капиллярные эффекты и поверхностное натяжение. Механизм, запускающий кристаллизацию, для разных типов натёков различен.

## Типы натёков
- Сталактиты — образования, висящие на своде, в форме сосульки.
- Сталагмиты — образования, поднимающиеся с пола.
- Сталагнаты (или сталактоны) — колонны, образованные сросшимися сталактитами и сталагмитами.
- Соломинки (макаронины).
- Занавеси, драпировки, флаги.
- Геликтиты — «сосульки», растущие под произвольным углом, изгибающиеся или ветвящиеся.
- Кораллиты — образования, напоминающие коралл.
- Кристалликтиты — ветвящиеся образования, содержащие правильные формы монокристаллов.
- Антодиты (пещерные цветы).
- Пещерный жемчуг — оолиты, выросшие под капелью.
- Гуры, гуровые плотины.
- Забереги.
- Натёчные коры.
- Лунное молоко (мондмильх).

## История
Термины сталактит и сталагмит впервые ввёл в обращение в 1655 году датский натуралист Оле Ворм.

## Датировка
Натёки могут быть использованы для датировки образования пещеры. Также, анализируя состав различных слоёв натёка можно получить информацию о палеоклимате.

## Галерея

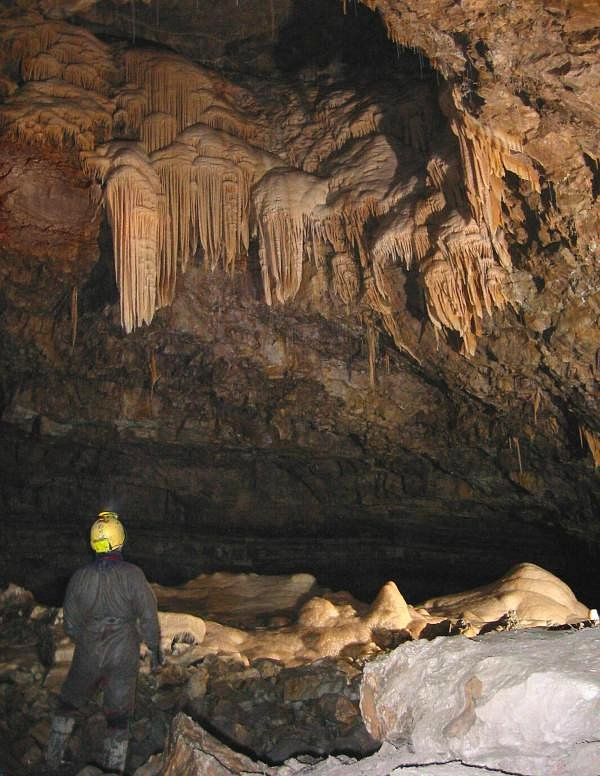
Натёки в пещере Ogof Craig a Ffynnon, Южный Уэльс, Великобритания.
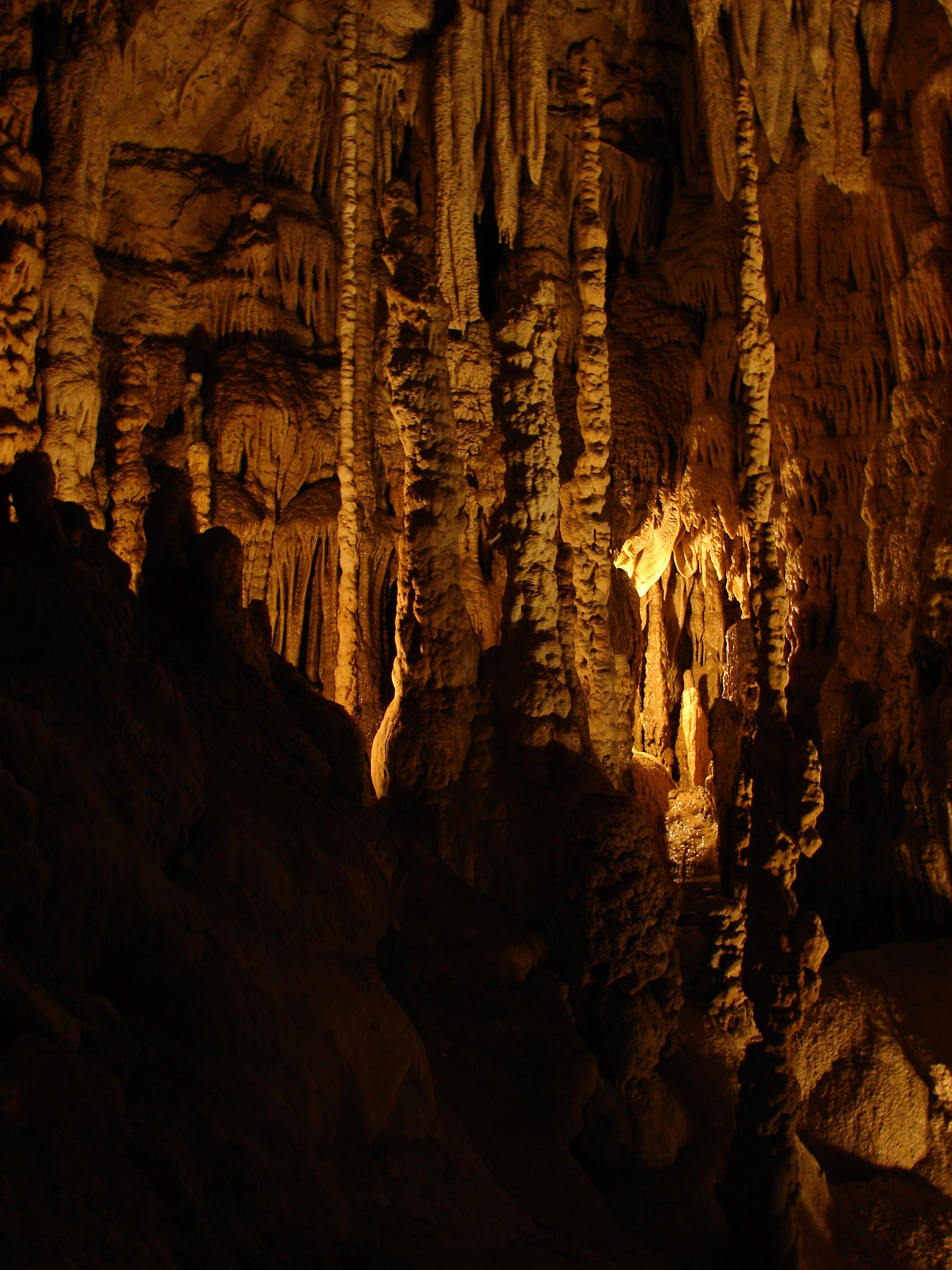
Сталагмиты, сталагнаты в пещере Natural Bridge Caverns, Техас, США.
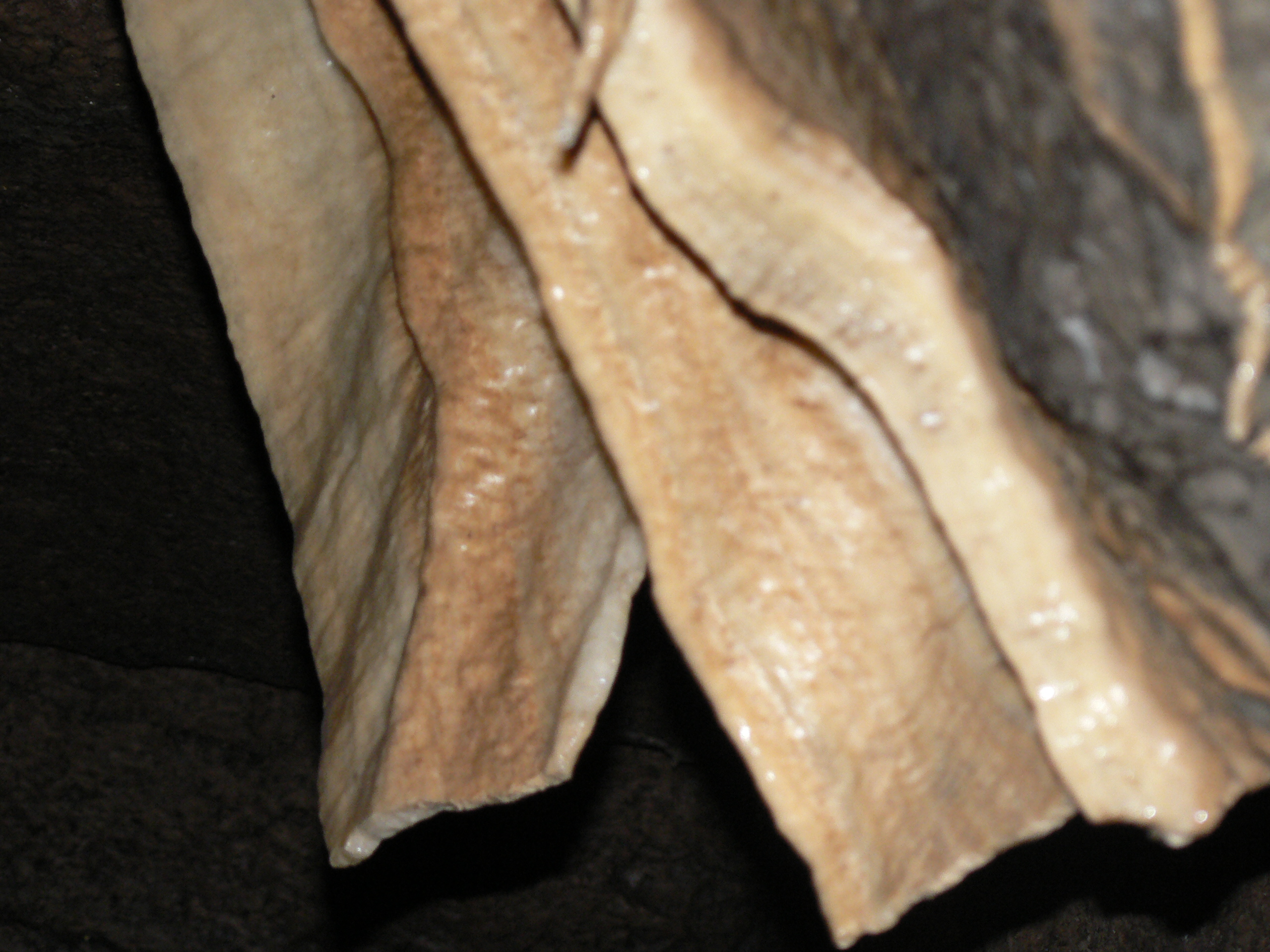
Занавеси в пещере Marble Arch Caves, Фермана, Северная Ирландия.
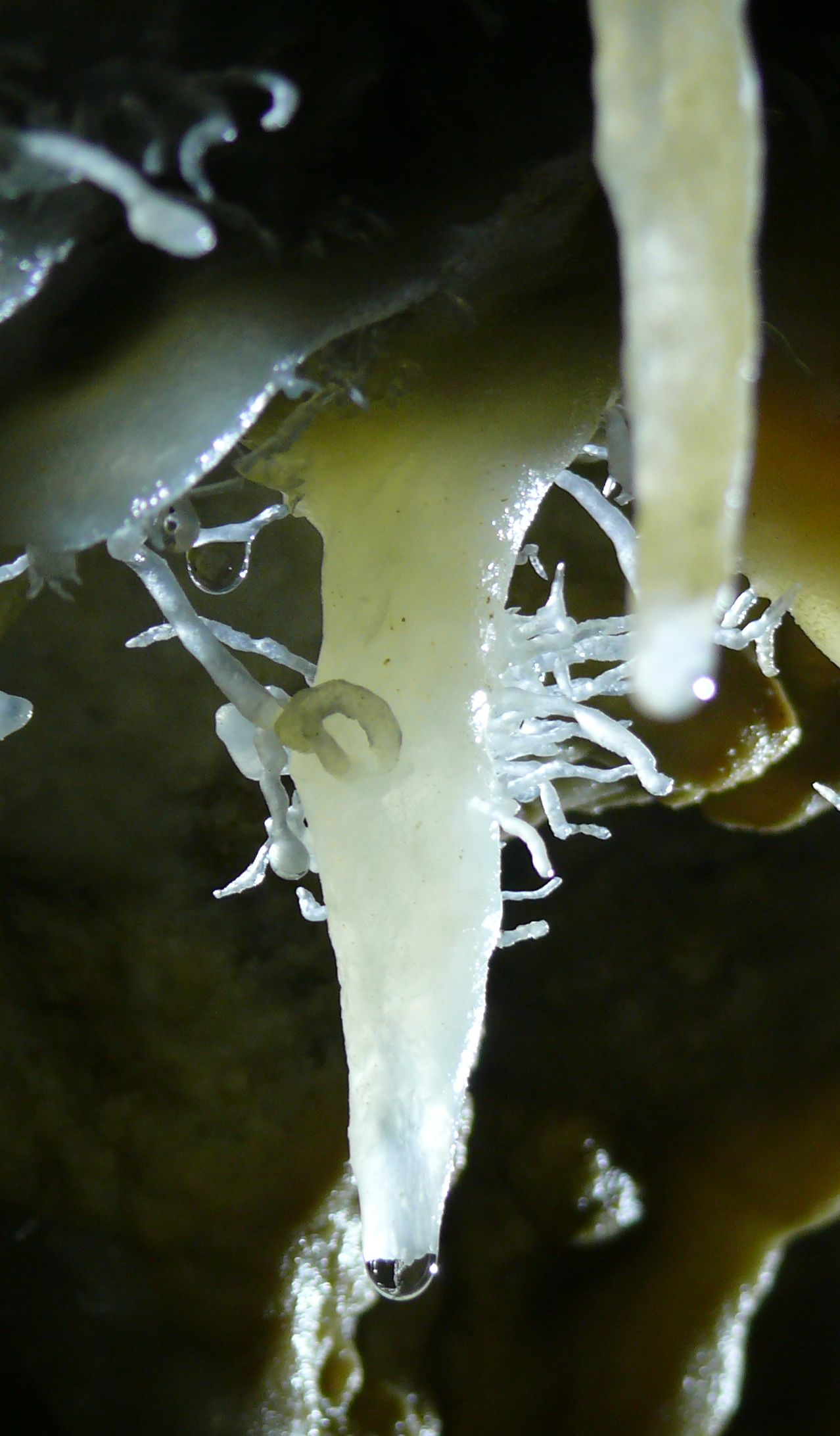
Куст геликтитов.
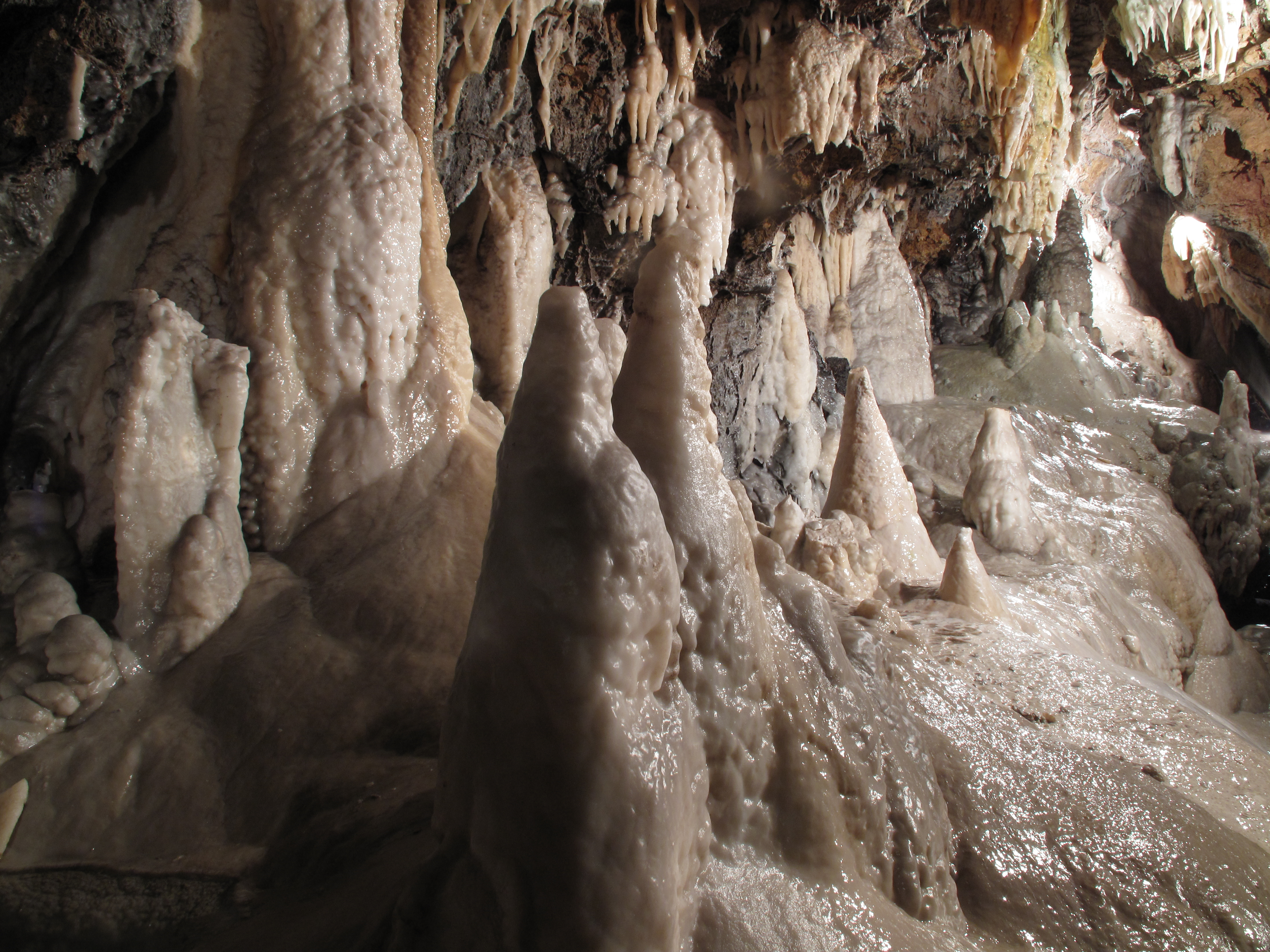
Конические сталагмиты в пещере Grotta del vento, Италия.
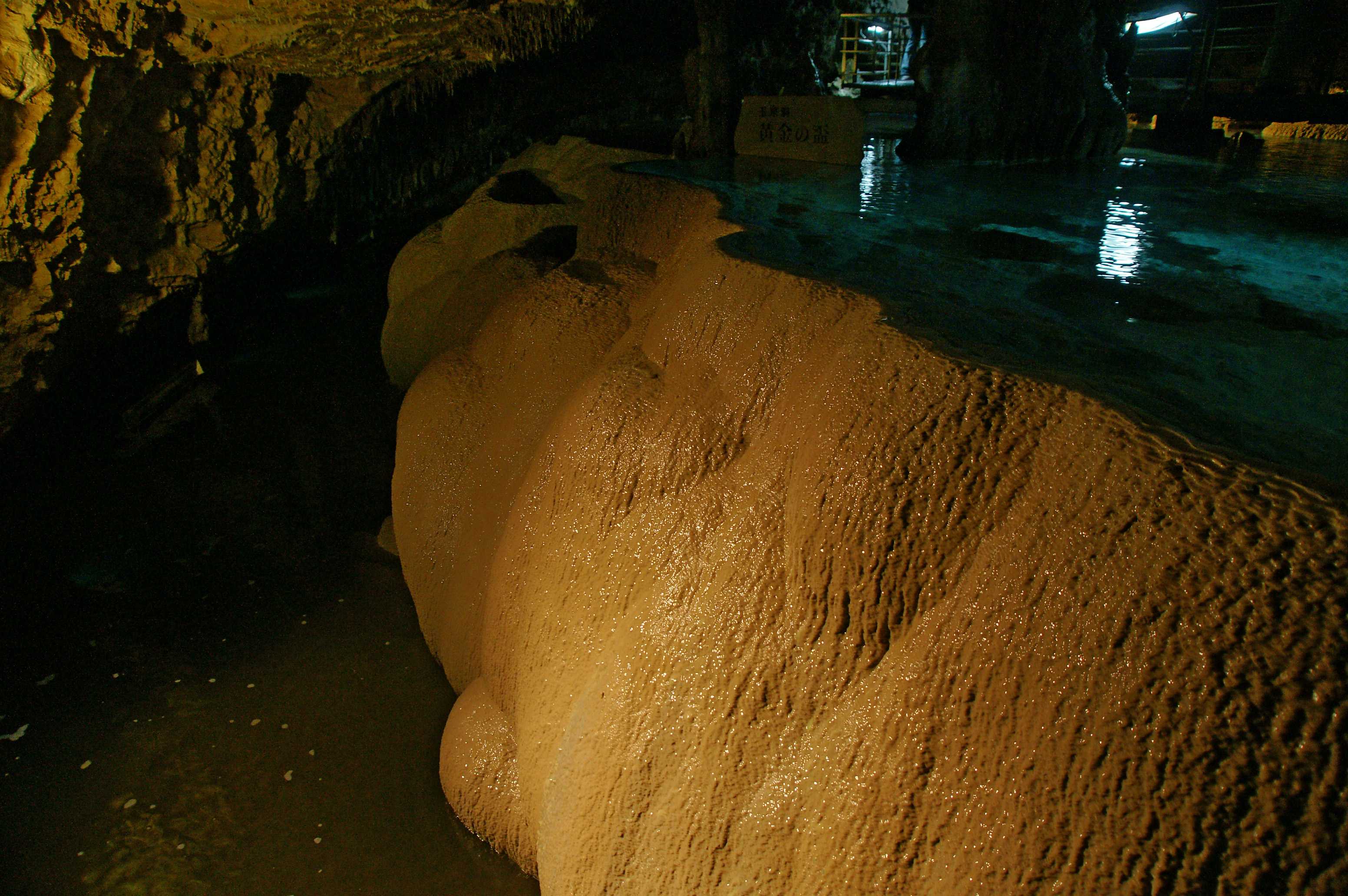
Гуровая плотина в пещере Gyokusendō, Окинава, Япония.